# Ildo Maneiro
Ildo Enrique Maneiro Ghezzi (Mercedes, 1947. augusztus 4. –) uruguayi válogatott labdarúgó, edző.

## Pályafutása

### A válogatottban
1970 és 1979 között 33 alkalommal szerepelt az uruguayi válogatottban és 3 gólt szerzett. Részt vett az 1970-es világbajnokságon és az 1979-es Copa Américan.

## Sikerei, díjai

### Játékosként
Nacional
- Uruguayi bajnok (5): 1966, 1969, 1970, 1971, 1972
- Copa Libertadores (1): 1971
- Interkontinentális kupagyőztes (1): 1971
- Copa Interamericana (1): 1972

Olympique Lyon
- Francia kupadöntős (1): 1975–76

Peñarol
- Uruguayi bajnok (2): 1978, 1979

### Edzőként
Danubio
- Uruguayi bajnok (1): 1988